# Akram Benaoumeur
Akram Benaoumeur est un footballeur algérien né le 24 juillet 1981 à Mostaganem. Il évoluait au poste de défenseur.

## Biographie
Akram Benaoumeur évolue pendant trois saisons en Division 1 : tout d'abord avec l'USM Alger de 2008 à 2010, puis lors de la saison 2010-2011 avec le MC Oran. En 2010-2011, il joue 11 matchs au sein de l'élite algérienne.